# Georgische Eishockeynationalmannschaft
Die georgische Eishockeynationalmannschaft vertritt den nationalen Eishockeyverband Georgiens im Eishockey bei internationalen Wettbewerben. Sie wird nach der Weltmeisterschaft 2017 in der IIHF-Weltrangliste auf Platz 44 geführt.

## Geschichte
Die georgische Eishockeynationalmannschaft gab im April 2010 ihr Debüt in zwei Freundschaftsspielen gegen die Nationalmannschaften Südafrikas und Armeniens jeweils in Jerewan (Armenien), im Rahmen von deren Vorbereitung auf die Austragung der Gruppe B der Weltmeisterschaft der Division III. In beiden Spielen unterlag Georgien deutlich, besonders gegen Gastgeber Armenien konnten die Georgier nicht mithalten und verloren das Spiel mit 1:22.
Vor diesen beiden Freundschaftsspielen war die einzige Gelegenheit, bei der eine georgische Auswahl ein Länderspiel bestritt, im März 1962 die Spartakiade in Swerdlowsk, als man auf Auswahlen aus Litauen, Kasachstan und Armenien traf. Die Mannschaften waren jedoch keine offiziellen Nationalmannschaften, da die Sowjetrepubliken durch die Sowjetische Eishockeynationalmannschaft repräsentiert wurden.
Im Oktober 2012 nahm die Mannschaft erstmals an einem offiziellen IIHF-Turnier teil, der Qualifikation zu Division III der Weltmeisterschaft 2013 in den Vereinigten Arabischen Emiraten. Nach drei Niederlagen landete man mit einem Torverhältnis von 1:28 auf dem letzten Platz. Bei der Eishockey-Weltmeisterschaft der Herren 2014 trat man in der Division III an und erlitt wiederum nur Niederlagen. Bei der WM 2015 wurde man in derselben Division mit zwei Siegen Fünfter. Ein Jahr später spielten die Georgier beim Turnier in Istanbul dann um den Aufstieg mit und belegten nach einer knappen 4:5-Auftaktniederlage gegen den Gastgeber und späteren Aufsteiger Türkei den zweiten Platz.

## Übersicht
| Jahr | Turnier  | Austragungsort                          | Platzierung                          | Besonderheiten                        |
| ---- | -------- | --------------------------------------- | ------------------------------------ | ------------------------------------- |
| 2013 | WM-Quali | Abu Dhabi, Vereinigte Arabische Emirate | Platz 48 (4. Quali zur Division III) |                                       |
| 2014 | WM       | Kockelscheuer, Luxemburg                | Platz 46 (6. Division III)           |                                       |
| 2015 | WM       | Izmir, Türkei                           | Platz 45 (5. Division III)           |                                       |
| 2016 | WM       | Istanbul, Türkei                        | Platz 46 (6. Division III)           |                                       |
| 2017 | WM       | Sofia, Bulgarien                        | Platz 43 (3. Division III)           |                                       |
| 2018 | WM       | Kapstadt, Südafrika                     | Platz 41 (1. Division III)           | Aufstieg in die Division II, Gruppe B |
| 2019 | WM       | Mexiko-Stadt, Mexiko                    | Platz 38 (4. Division IIB)           |                                       |
| 2022 | WM       | Reykjavík, Island                       | Platz 33 (2. Division IIB)           | Aufstieg in die Division II, Gruppe A |
| 2023 | WM       | Madrid, Spanien                         | Platz 30 (2. Division IIA)           | Abstieg in die Division II, Gruppe B  |
| 2024 | WM       | Sofia, Bulgarien                        | Platz 37 (3. Division IIB)           |                                       |
| 2025 | WM       | Dunedin, Neuseeland                     | Platz 35 (1. Division IIB)           | Aufstieg in die Division II, Gruppe A |